# Olimar
Olimar (キャプテン・オリマー?, Kyaputen Orimā) è un personaggio immaginario protagonista del videogioco Pikmin e del sequel Pikmin 2, nonché dello spin-off Hey! Pikmin. È presente come personaggio giocante in Super Smash Bros. Brawl, in Super Smash Bros. per Nintendo 3DS e Wii U e in Super Smash Bros. Ultimate..

## Nome
Il nome Olimar (オリマー?) deriva da quello di Mario (マリオ?), altro personaggio creato da Shigeru Miyamoto.

## Apparizioni
In tutti i videogiochi della serie, appaiono annotazioni del diario/note scritte di pugno dal capitano, in parte usate per spiegare le meccaniche di gioco in parte utilizzate per approfondire il personaggio.

### Pikmin
Olimar è il protagonista di Pikmin. Dopo essersi schiantato su un pianeta misterioso pieno di un gas velenoso per la sua specie, l'ossigeno, la sua nave si disperde in 30 pezzi. Il capitano la deve recuperare con l'aiuto dei Pikmin, una specie locale che ha un ciclo vitale simile alle piante, e ha 30 giorni per farlo, in quanto è la durata del sistema di sicurezza della sua tuta: se non ce la fa in tempo, la navicella si schianta di nuovo sul pianeta, e i Pikmin lo fanno diventare uno della loro specie, sebbene mantenga la stessa altezza e una forma del corpo simile a quella precedente.

### Pikmin 2
In Pikmin 2, Olimar è il co-protagonista assieme al suo collega, Louie. Dopo essere tornato a casa dalla sua precedente avventura, il presidente della compagnia per cui lavora, la Hocotate Trasporti, lo rispedisce subito sul pianeta misterioso assieme al collega, in quanto l'azienda ha molti debiti e rischia di chiudere: mandando i due dipendenti in esplorazione del pianeta, il presidente spera di trovare abbastanza tesori da rivendere per salvare la compagnia. 
Il gameplay del gioco prevede questa volta non solo la gestione dei Pikmin, ma anche la suddivisione dei compiti fra i due capitani, e sta al giocatore scegliere quando lasciare il pianeta dopo aver raccolto abbastanza tesori. Prima di tornare indietro, però, Olimar si rende conto che Louie è scomparso, e si mette a cercarlo: in quest'ultima sezione, viene accompagnato dal presidente della compagnia.

### Pikmin 3
In Pikmin 3, Olimar non appare sino alla fine, in quanto è stato rapito dal boss finale, che nutre un particolare interesse nei suoi confronti per ragione non meglio spiegate. Louie viene inviato a salvarlo, ma fallisce nella sua missione e viene catturato da degli alieni di Koppai, che stanno tentando di salvare il pianeta e che conoscono Olimar di nome: il capitano s'è infatti guadagnato un'importante fama come esploratore. 
È possibile impersonare il personaggio in alcune missioni rilasciate come DLC.

### Pikmin 3 deluxe
Nella versione deluxe per Switch, è possibile impersonare Olimar e/o Louie in alcune missioni secondarie inedite, oltre che nei livelli DLC inclusi direttamente in questa versione.

### Hey! Pikmin
Olimar è il protagonista di Hey! Pikmin, dove deve ridare energia alla sua nave, nel gioco chiamata luminum, dopo un altro schianto sul pianeta misterioso. Il modo di ottenere luminum è raccogliere tesori sul pianeta, che il capitano otterrà solo con l'aiuto dei Pikmin. Una volta raggiunto l'ammontare necessario, il giocatore può far tornare subito Olimar a casa, o attendere fino a che non recupera tutti i tesori.

### Pikmin 4
In Pikmin 4, Olimar è un personaggio secondario, nonché l'apparente boss finale. Appare nelle prime cutscene, che riassumono la saga, e nel tutorial iniziale, assieme ai Pikmin e Moss, un cane nativo del pianeta misterioso. 
Nel gioco, invia un S.O.S. dopo che si è schiantato sul pianeta misterioso, e viene salvato dalla squadra di soccorso, fra cui c'è il protagonista/personaggio giocante. Durante il suo soggiorno sul pianeta, Olimar è diventato un fogliolino, un essere dall'aspetto molto simile a quello dei Pikmin, ma più frondoso e con una foglia al posto del fiore, nonché ossessionato col Dandori, una meccanica di gioco che punta all'efficienza e alla organizzazione. Da fogliolino, Olimar rapisce altra gente schiantatasi sul pianeta misterioso per farla diventare un fogliolino: il giocatore può salvarle prima che si tramutino sconfiggendole in una battaglia, dove lo scopo è accumulare più risorse possibili. Una volta sconfitto, Olimar ritorna alla normalità grazie a una medicina preparata dalla squadra di soccorso. Nel post-game, Olimar dà generali suggerimenti su come avanzare nel gioco, e chiede alla squadra di soccorso di salvare Louie, il collega che è stato di nuovo mandato dal presidente a salvarlo, perdendosi a sua volta. 
Dopo che si è salvato il capitano, si sblocca una modalità secondaria chiamata Il diario di Olimar: presentata nella storia principale come Olimar che racconta la sua storia al protagonista, il giocatore impersona il capitano che deve recuperare i pezzi della sua nave, sparsi per le aree visitate nella storia principale. I pezzi sono sempre 30 ma, a differenza di Pikmin, il sistema di sicurezza nella tuta dura solo 15 giorni. In questa modalità, è possibile giocare solo coi Pikmin apparsi nel primo gioco, ma il giocatore ha anche a disposizione Moss, un compagno canino che svolge le stesse funzioni di Occin nel gioco principale. Sia che il giocatore riesca a recuperare tutti i pezzi che meno, la modalità finisce sempre con Olimar bloccato sul pianeta misterioso, trasformato in un fogliolino dai Pikmin.

### Altre apparizioni
Olimar è apparso in quattro giochi di Super Smash Bros.; appare in Melee come trofeo e in Brawl come personaggio giocabile, assieme ai suoi Pikmin. Riappare in Super Smash Bros. per Nintendo 3DS e Wii U, dopo essere stato confermato il 12 luglio 2013, e in Ultimate.
Olimar appare anche in Super Mario Maker e Mario Kart 8 come costume.
Olimar appare anche in due corti animati dedicati alla serie. In Un succo di paura, Olimar si prepara un succo di carote Pikpik, e spaventa alcuni Pikmin lì presenti perché le carote d'aspetto assomigliano molto alla loro specie. In I rischi del mestiere, invece, Olimar sta dirigendo i Pikmin per recuperare i resti dalla zona lavoro di una scavatrice, gestendo le oscillazioni di un'altalena, e infine salva alcuni Pikmin quando vengono attaccati da un Coleto, uno dei nemici più noti del gioco. I Pikmin finiscono per sconfiggere il Coleto, e nella battaglia la scavatrice viene distrutta, aumentando di molto il tesoro ricavabile e facendo felice Olimar.

## Accoglienza
Scrivendo per The Observer, Tom Chatfield ha elencato Olimar tra i suoi 10 personaggi preferiti dei videogiochi, descrivendolo come "un personaggio intrigante". GameDaily lo ha classificato al quindicesimo posto tra i 20 migliori antieroi, sottolineando che nonostante sia "un bonario astronauta", schiavizza anche una razza di alieni e li costringe a lavorare. Nel 2007, IGN ipotizzò che sarebbe potuto apparire nel prossimo titolo di Super Smash Bros., affermando "di gran lunga uno degli eroi più probabili e richiesti degli ultimi anni è Olimar". Successivamente venne inserito in un elenco di personaggi che avrebbero voluto vedere su Wii.
Anche il ritratto di Olimar nella serie Super Smash Bros. è stato elogiato. Il suo annuncio come personaggio giocabile è stato descritto entusiasticamente da GamesRadar. UGO Networks ha osservato che Olimar è il personaggio più piccolo di Super Smash Bros. Brawl, e ha consigliato Olimar ai "giocatori esperti", dichiarando inoltre che è "cool" perché "non combatte, usa invece i Pikmin per il lavoro sporco". IGN ha commentato che "Olimar da solo è un po' scadente, ma insieme ai suoi Pikmin, è una forza con cui fare i conti." Anche Tom Bramwell di Eurogamer ha trovato degno di nota il suo stile di combattimento, dicendo che è "particolarmente accattivante" e che lo Smash finale di Olimar è il suo preferito nel gioco. Al contrario, Thomas East di Official Nintendo Magazine lo ha classificato al quinto posto nella sua lista di "personaggi di Smash Bros. che devono essere eliminati per Wii U e 3DS", affermando che "è un po' inutile" poiché usa i Pikmin per combattere al suo posto.
La sua sostituzione come personaggio principale in Pikmin 3 ha ricevuto sia critiche che elogi. Neoseeker lo ha descritto come un "giorno davvero triste per i fan di Pikmin" ma anche "un gradito cambiamento dopo due titoli piatti di Olimar" da Edge.